# バジリスク

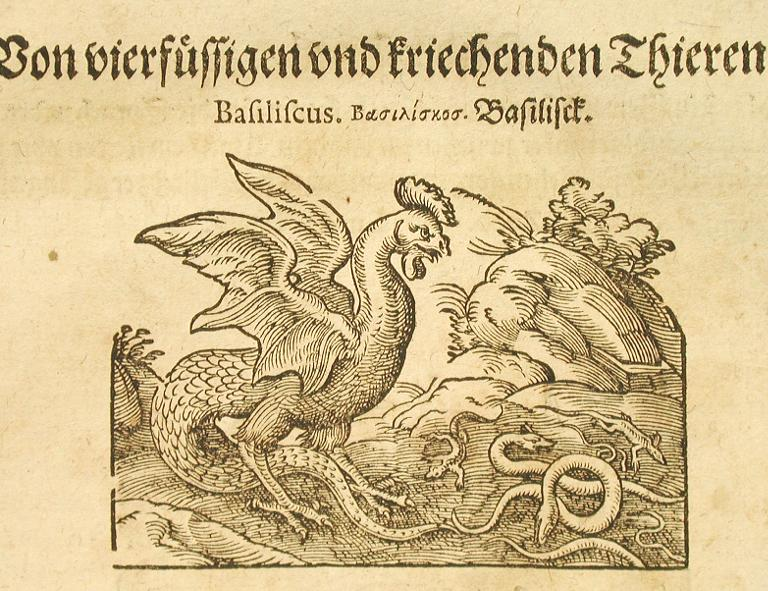
プリニウス 『博物誌』（ドイツ語版）より、「バシリスク」、1584年、フランクフルト・アム・マイン。

バジリスクまたはバシリスク（英: basilisk, 羅: basiliscus, 古希: βασιλίσκος, basiliskos）は、ヨーロッパの伝承上の生物である。名称はギリシア語で「小さな王」を意味する（βασιλεύς, basileus「王」＋指小辞 -ίσκος, -iskos）。ラテン語ではそれを直訳したregulusとも呼ばれた（rex 「王」+ 指小辞-ulus）。

## 古代の伝承
古代ローマの学者大プリニウス（CE 22 / 23 - 79）が書いた『博物誌』（CE77年）第8巻第33（21）章第78 - 79節及び29巻19章66節の記述をまとめると以下のようになる。「バジリスクはクレタ・キュレナイカ州で産出されるヘビで、体長は12ディギトゥスに満たない。頭に王冠を彷彿とさせる白い模様があり、鳴き声を聞くだけで他の全てのヘビは逃げていく。体をくねらせず、前半身を持ち上げて進む。その毒は非常に強力で、息だけで草を枯らし石を砕き、馬上の人が手に持った槍でバジリスクを突けば槍を伝った毒がその人を殺しさらに馬すら殺す。イタチが天敵であり、イタチはその臭いでバジリスクを殺すが、戦いによってイタチもまた死ぬ」
これらの特徴は、インドやエジプトを含む北アフリカに生息するコブラに関する伝聞に由来したのではないかとも考えられている。インドに生息するキングコブラは体をくねらせず、頭を持ち上げてまっすぐ進み、またヘビを捕食するヘビである。インドコブラは、白い輪っかのような模様を持つ。
聖書において、バジリスクは旧約聖書の翻訳の際にヘブライ語で「毒蛇」を表す箇所の対応語として使われた（日本語訳聖書では「まむし」、標準英語訳聖書や新欽定訳聖書など現代の英語訳聖書では「adder」の語がよく充てられる）。詩篇91章13節「עַל־שַׁחַל וָפֶתֶן תִּדְרֹךְ תִּרְמֹס כְּפִיר וְתַנִּֽין׃（あなたは獅子とコブラを踏みつけ、若獅子と蛇とを踏みにじろう。）」はギリシャ語の七十人訳聖書において「ἐπ᾽ ἀσπίδα καὶ βασιλίσκον ἐπιβήσῃ καὶ καταπατήσεις λέοντα καὶ δράκοντα（あなたは蛇（アスプ）とバジリスクを踏み、獅子とドラゴンを踏み潰すだろう）」であり、ラテン語のウルガタ聖書もこれを引き継いだ。ウルガタ聖書ではイザヤ書においてregulusの形での使用もみられる。改訂標準訳聖書ではイザヤ書、エレミヤ書において用いられている。こうしたことからバジリスクはドラゴンとともに（あるいは混同されながら）、救世主によって倒される悪魔の象徴となっていった。
当初はただのヘビであったバジリスクだが、その姿には雄鶏の特徴が取り入れられるようになる。詩篇91:13をモチーフとしたイコン図案「Christ treading on the beasts」においてバジリスクは他の３体の獣（beasts）と共に描かれるが、この中において、9世紀初期にはすでにほぼ完全に鶏型のものが見られる。また、「鶏冠」だけであれば5世紀まで遡る。

## 中世の伝承

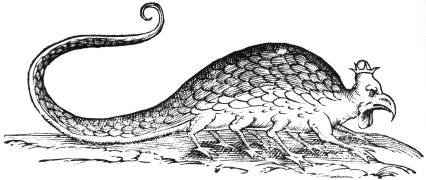
ウリッセ・アルドロヴァンディ（Ulisse Aldrovandi）著 『怪物誌』（Monstrorum historia）より、「バジリスク」（Basilisk）、木版画、1642年、ボローニャ。

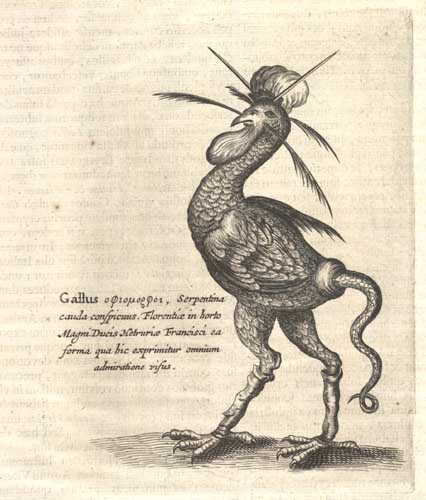
ニワトリに似たバジリスク

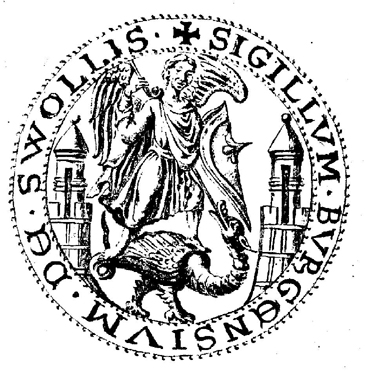
聖ミカエルがバジリスクを殺すシーンを描いたズヴォーレの市章。

中世において、バジリスクは見ただけで死をもたらす力を持っていると思われていた。『アレクサンドロス・ロマンス』の中世改訂版のひとつ（Rezension J³）には「アレクサンダー大王がバジリスクと遭遇して苦しめられたが、盾の表に鏡を張ってその邪視を跳ね返して撃退する」というエピソードが存在する。
バジリスクの伝承には様々な要素が付け加えられた。バジリスクは、雄鶏の産んだ卵をヒキガエル（またはヘビなど）が孵化させて生まれると言われるようになった。また、リビアや中東にある砂漠地帯は、そこを住処とするバジリスクの力で砂漠となったと言い伝えられた。
バジリスクは「8本足のトカゲ」として描かれることもあった。
中世においてコカトリスはバジリスクと同一視されるようになり、「バジリスク」の別称として「コカトリス」が用いられるようにもなった。コカトリスとは雌雄関係にある（どちらが雄か雌かは不明）とも言われる。ジェフリー・チョーサー（1343頃-1400）は『カンタベリー物語』（14世紀）に「バシリコック」（バジリコック Basilicokとも）という名前でバジリスクを登場させている。
その後、バジリスクの恐ろしさに関する記述はどんどん大げさになっていく。例えば、体の大きな怪物とされたり、口から火を吹くことになっていた。

## 近世以降
ルネサンス時代には、「本当にそれほど危険であれば、実際にバジリスクを見た者は生きて帰れないので、誰もそれについて語れないはずだ」という意見が出てきた。
バジリスクの伝承はヨーロッパの文化に根付き、貴族や団体などがバジリスクを紋章のデザインに取り入れており、今日まで続いている。
現代では、バジリスクは多くのファンタジー作品に登場している。多くの場合、非常に危険な存在として描かれており（『ダンジョンズ&ドラゴンズ』、『ソード・ワールドRPG』などのテーブルトークRPGでも事実上のボス敵として登場している）、ほとんどで「猛毒を持つ」「視線で石化する」という2つの能力が共通して登場している。ファンタジー作品におけるバジリスクは鶏の特徴を持つ場合が多いが、『ハリー・ポッターと秘密の部屋』の例のように純粋なヘビ型で登場することもまた少なくはない。
1768年に発見された中米のトカゲは、バジリスクを思わせるトサカを持っていたため、バシリスクと名付けられた。ただし、毒はなく、もちろん、見た者を殺す能力もない。